# Wacław de Dampierre-Duval
Wacław Henryk de Dampierre-Duval (ur. 15 stycznia 1892 w Czarnokońcach Wielkich, zm. 1940 w Charkowie) – major lekarz weterynarii Wojska Polskiego, działacz niepodległościowy, ofiara zbrodni katyńskiej.

## Życiorys
Urodził się 15 stycznia 1892 w Czarnokońcach Wielkich, w ówczesnym powiecie husiatyńskim Królestwa Galicji i Lodomerii, w rodzinie Eugeniusza i Marii z Czyżewskich. Od 1913 był podchorążym służby weterynaryjnej w armii austro-węgierskiej. W 1915 dostał się do niewoli rosyjskiej, skąd został zwolniony w 1917.
Od 1918 w Wojsku Polskim, walczył w szeregach 5 pułku ułanów, m.in. podczas obrony Lwowa. W kwietniu 1919 mianowany podporucznikiem. Razem z pułkiem uczestniczył w wojnie polsko-bolszewickiej. 
14 kwietnia 1921 został zatwierdzony z dniem 1 kwietnia 1920 w stopniu porucznika weterynaryjnego, w grupie oficerów byłej armii austro-węgierskiej
. 1 czerwca 1921 nadal pełnił służbę w 5 pułku ułanów, a jego oddziałem macierzystym był Okręgowy Szpital Koni Nr 6. W październiku 1921 został przeniesiony do Kadry Okręgowego Szpitala Koni Nr 9 z równoczesnym odkomenderowaniem do Akademii Medycyny Weterynaryjnej we Lwowie w celu ukończenia studiów. 1 stycznia 1927 otrzymał stopień kapitana i przydział na lekarza weterynarii do 30 Pułku Artylerii Lekkiej we Włodawie. Ukończył studia w 1929 i jako zawodowy oficer Wojska Polskiego w stopniu majora służył w twierdzy brzeskiej, równocześnie prowadząc praktykę lekarza weterynarii. Na majora awansował ze starszeństwem z 1 stycznia 1936 i 7. lokatą w korpusie oficerów weterynarii. W marcu 1939 pełnił służbę w 30 pułku artylerii lekkiej w Brześciu na stanowisku starszego lekarza weterynarii.
We wrześniu 1939 w czasie kampanii wrześniowej przebywał razem z pułkiem w Twierdzy Modlin. Po agresji ZSRR na Polskę został wzięty do niewoli sowieckiej i osadzono go w obozie jenieckim w Starobielsku. Wiosną 1940 został zamordowany przez funkcjonariuszy NKWD w Charkowie i pogrzebany potajemnie w bezimiennej mogile zbiorowej w Piatichatkach, gdzie od 17 czerwca 2000 mieści się oficjalnie Cmentarz Ofiar Totalitaryzmu w Charkowie. Figuruje na Liście Starobielskiej NKWD, pod poz. 1023.

## Upamiętnienie
5 października 2007 minister obrony narodowej Aleksander Szczygło mianował go pośmiertnie na stopień podpułkownika. Awans został ogłoszony 9 listopada 2007 w Warszawie, w trakcie uroczystości „Katyń Pamiętamy – Uczcijmy Pamięć Bohaterów”.

## Ordery i odznaczenia
- Krzyż Walecznych[6]
- Złoty Krzyż Zasługi – 25 maja 1939 „za zasługi w służbie wojskowej”[16]
- Medal Niepodległości – 24 maja 1932 „za pracę w dziele odzyskania niepodległości”[17]
- Medal Pamiątkowy za Wojnę 1918–1921[3]
- Medal Dziesięciolecia Odzyskanej Niepodległości[3]
- Państwowa Odznaka Sportowa[18]